# 5213 Takahashi
Az 5213 Takahashi (ideiglenes jelöléssel 1990 FU) a Naprendszer kisbolygóövében található aszteroida. Kin Endate,  Vatanabe Kazuró fedezte fel 1990. március 18-án.